# Kurt Wolzendorff
Kurt Wolzendorff (Nassau, 12 april 1882 - Halle, 21 maart 1921) was een Duitse jurist. Hij studeerde rechten aan de universiteiten van Lausanne, München en Marburg.
Hij promoveerde in 1905 aan de universiteit van Marburg met het proefschrift Über den Umfang der Polizeigewalt im Polizeistaat. Hierin relativeerde hij het begrip rechtszekerheid en werkte hierin uit dat gehoorzaamheid en beperkte vrijheden deze rechtszekerheid verminderden. In 1917 werd hij aangesteld aan de universiteit van Koningsbergen en in 1919 werd hij aangesteld als hoogleraar publiekrecht aan de universiteit van Halle.
Hij nam deel aan de vredesonderhandelingen in Versailles. In 1921 overleed hij plotseling na een acute longontsteking als gevolg van ondervoeding.
Zijn staatsrechtelijk werk was opvallend. In 1917 publiceerde hij Vom deutschen Staat und seinem Recht, in 1918 gevolgd door Der Polizeigedanke des modernen Staates. In 1920 publiceerde hij Der Geist des Staatsrechts en zijn belangrijkste werk Der reine Staat waarin hij de staat zag als de niet-afleidbare beheerser zag van geweld. In 1919 verscheen een polemisch geschrift Die Lüge des Völkerrechts dat oorlog als rechtsinstelling behandelde.
Volgens Wolzendorffs was het onbeperkt gebruik van oorlog als een politiek instrument in beginsel aanvaardbaar voor de tijd van de Franse Revolutie, aangezien oorlogen alleen werden uitgevoerd met een beperkt aantal huurlingen. Daarna veranderde de situatie echter fundamenteel: door het gebruik van staande legers werd onder bepaalde omstandigheden een groot deel van het volk opgeofferd, waardoor het niet langer aanvaardbaar was om oorlog te voeren om politieke overwegingen.
In plaats daarvan kan oorlog alleen toegestaan worden om een reden: het recht te behouden. Echter, oorlog is hiervoor geen geschikt middel, aangezien op het slagveld uiteindelijk niet het recht, maar het toeval de uitkomst bepaalt. Daarom is oorlog slechts een noodoplossing om het recht te beschermen. Er is een betere methode: een internationaal juridisch proces op basis van internationaal recht. Dit vereist echter een internationale organisatie als basis. Daartoe behoren een volkenstaat, volkenleger, volkenrecht en volkenbond.
De taak van de volkenbond kan alleen adequaat uitgevoerd worden wanneer deze niet alleen recht spreekt, maar ook krachtig genoeg is om inbreuken te bestraffen. Daarom moeten lidstaten hun militaire macht aan de volkenbond ter beschikking stellen, zodat deze actie kan ondernemen tegen overtreders. Dit betekent dat aan de ene kant een verplicht arbitrage- en bemiddelingssysteem moet worden gecreëerd en aan de andere kant een internationale politiemacht.
De redenatie waaraan Wolzendorff de noodzaak van een volkenbond ontleende, was vrij ongebruikelijk. Over de concrete vorm van de volkenbond had hij slechts weinig aandacht. Wel dacht hij dat in de moderne staat het recht van opstand overbodig was geworden:
Der Staat ist uns die höchste Macht im menschlichen Gemeinschaftsleben, eine auf sich selbst gestelte Herrschergewalt, die von keiner anderen Macht abgeleitet ist. Im modernen Staat ist aber diese Herrschermacht 'in das Recht gestellt', ihre wirkungen geschehen im Rahmen der Rechtsordnung, der Staat ist Rechtsstaat. Daher würde für den modernen Staat die Anerkennung eines Volkswiderstandsrechtes den rechtlichen Verzicht auf die Wahrung seiner Herrschermacht bedeuten, also eine Selbstentäußerung seines Wesens. Wolzendorff (1916): Staatsrecht und Naturrecht